# Tutu Jones
Johnny Jonnes Jr., dit Tutu Jones, est un chanteur-guitariste-batteur de blues américain, né à Dallas, Texas, le 9 septembre 1966.